# Urupuyu antisana
Espèce
Urupuyu antisana est une espèce d'araignées aranéomorphes de la famille des Salticidae.

## Distribution
Cette espèce est endémique de la province de Napo en Équateur,. Elle se rencontre entre 2 260 et 3 400 m d'altitude.

## Description
Le mâle holotype mesure 2,75 mm et la femelle paratype 2,85 mm.

## Étymologie
Son nom d'espèce lui a été donné en référence au lieu de sa découverte, l'Antisana.

## Publication originale
- Ruiz & Maddison, 2015 : The new Andean jumping spider genus Urupuyu and its placement within a revised classification of the Amycoida (Araneae: Salticidae). Zootaxa, no 4040(3), p. 251-279.